# The Fast and the Furious (film din 1955)
The Fast and the Furious este un film polițist american din 1955 regizat de John Ireland.

## Distribuție
- John Ireland - Frank Webster
- Dorothy Malone - Connie Adair
- Bruce Carlisle - Faber
- Iris Adrian - Wilma Belding
- Snub Pollard - Park Caretaker